# Сени о Вињ Уези
Сени о Вињ Уези (фр. Cesny-aux-Vignes-Ouézy) насеље је и општина у северној Француској у региону Доња Нормандија, у департману Калвадос која припада префектури Кан.
По подацима из 1999. године у општини је живело 496 становника, а густина насељености је износила 56 становника/km². Општина се простире на површини од 8,74 km². Налази се на средњој надморској висини од 62 метара (максималној 76 m, а минималној 14 m).

## Демографија
| 1962. | 1968. | 1975. | 1982. | 1990. | 1999. |
| ----- | ----- | ----- | ----- | ----- | ----- |
| 328   | 347   | 352   | 516   | 532   | 496   |